# Montigny-sur-Aube
Montigny-sur-Aube – miejscowość i gmina we Francji, w regionie Burgundia-Franche-Comté, w departamencie Côte-d’Or.
Według danych na rok 1990 gminę zamieszkiwały 285 osoby, a gęstość zaludnienia wynosiła 17 osób/km² (wśród 2044 gmin Burgundii Montigny-sur-Aube plasuje się na 584. miejscu pod względem liczby ludności, natomiast pod względem powierzchni na miejscu 456.).